# Довгоносик двокільовий
Довгоносик двокільовий (Cleonis pigra) — вид комах з родини Curculionidae, один з найпоширеніших та звичайних довгоносиків української фауни.

## Походження назви
Латинська видова назва походить від лат. pigre [piger] – неохоче, ліниво, уповільнено. Карл Лінней у 1767 році дав жуку назву Cleonus sulciroslris , тобто, «клеон борозенчастоносий». Ця назва, так само як і «двокільовий», відображає важливу особливість зовнішньої будови жука (див. нижче). В українській та російській мовах щодо цього виду вживають й інші назви: борозенчастий, чортополоховий (), будяковий ) довгоносик. Аналогічні імена дали йому й в інших країніх. У британців та американців він sluggish weevil – «млявий довгоносик» та large thistle weevil – великий будяковий довгоносик. Німецьку назву Distelgallenrüssler можна перекласти як  «чортополохогалловий» (або «осотовогалловий») довгоносик.

## Морфологічні ознаки[1]
Довжина тіла 11–16 мм. Головотрубка майже паралельнобічна, у профіль трохи опукла до вершини. Посередині вона з двома поздовжніми кілями, між якими є боріздка, яка також облямована бічними кілями. 2-й членик джгутика вусиків вдвічі коротший зі 1-й, 3-й–7-й членики поперечні, щільно прилягають один до одного.
Вся поверхня передньоспинки та надкрил рівномірно вкрита гладенькими зернятками. Основа передньоспинки посередині утворює гострий кут, спрямований до щитка. Боки її прямолінійно звужені до переднього краю, лопаті за очима добре розвинені. Посередині вона трохи опукла.
Надкрила при основі трохи ширші за передньоспинку, з паралельними блоками, найширші біля середини, кожне з сильно опуклим бугорцем перед вершиною.
Черевце густо вкрите голими крапками.

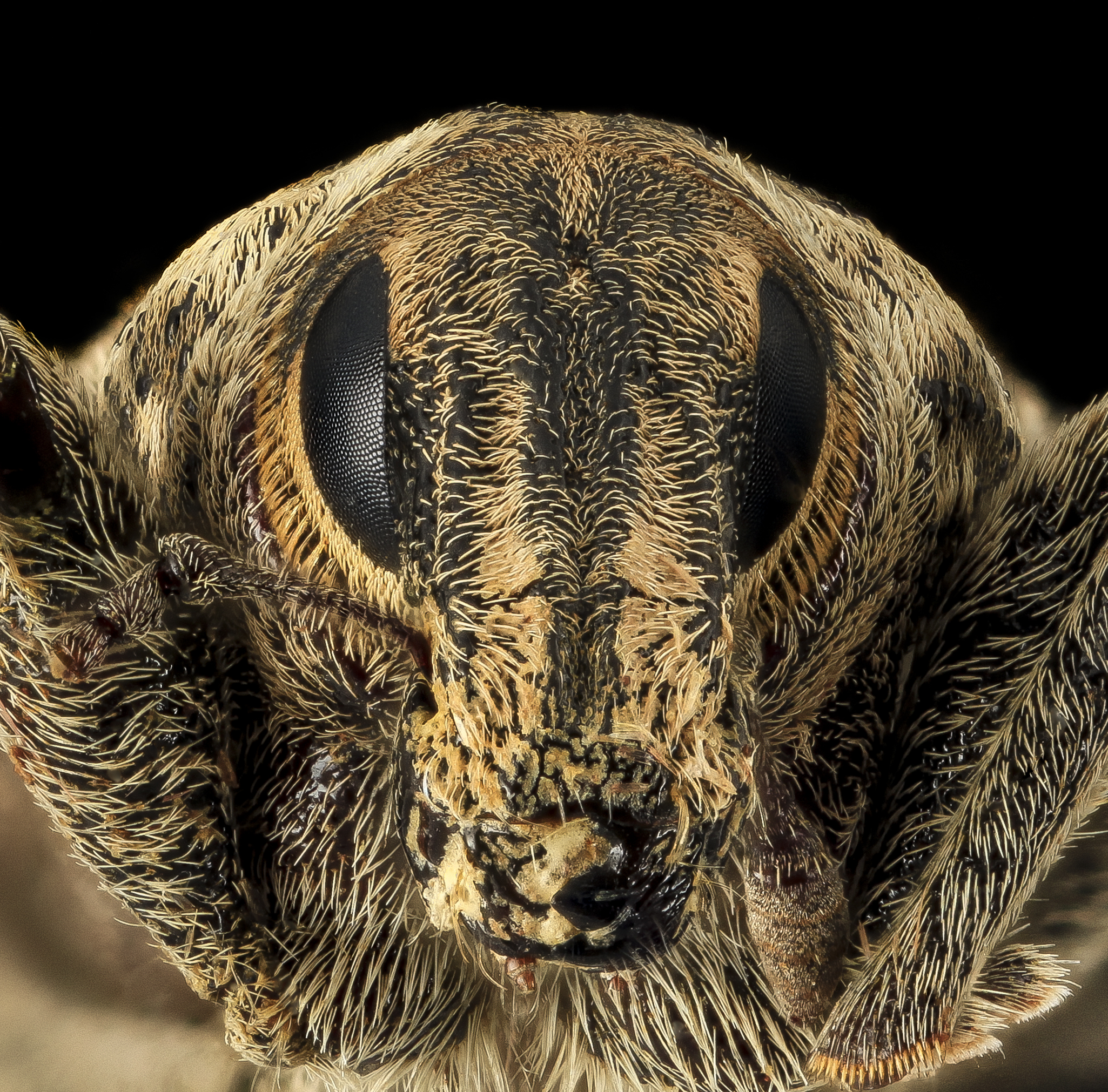
На цьому фото добре видно, чому жук одержав назву «борозенчастий»

## Географічне поширення
Ареал виду охоплює практично всю Палеарктику, крім Північної Азії. Північна межа його поширення проходить у Великій Британії, на півдні Скандинавії, у Прибалтиці, Кіровській області Росії, в Якутії, а на півдні – від півночі Китаю та Індії до Північної Африки. В Гімалаях  знайдений на висоті понад 2500 метрів. Припускають, що жук був ненавмисно інтродукований до Північної Америки разом з піском, який набирали у Шотландії в трюми суден для поліпшення остійності під час трансатлантичних рейсів. В усякому разі, цей вид принаймні з 1919 року відомий у Північній Америці і зараз є звичайним компонентом фауни США та Канади.

## Спосіб життя
По всій території України звичайний та часом досить численний. Віддає перевагу біотопам з легкими піщанистими ґрунтами. Його можна зустріти на узбережжях, узліссях та галявинах, землях з рудеральною рослинністю (смітники, деградовані пасовища, узбіччя парканів та доріг), на ділянках, незручних для господарювання (яри, балки).
Звичайно жуки знаходяться на землі або на нижній частині рослин. Активних жуків можна знайти у природі з квітня до жовтня включно. Вони живляться на рослинах з родини айстрових — будяки, чортополохи, волошки, татарник, лопухи, кульбаби та інші. Жуки гризуть листя та поверхневі тканини молодих пагонів.
Навесні, після парування самка відкладає яйця на кореневу шийку або основу кореня, трохи розсуваючи для цього ґрунт. Личинка вгризається в рослинні тканини, живиться серцевиною, росте і прогризає собі у корені тунель нижче поверхні ґрунту. Ділянка кореня, вражена личинкою, поступово потовщується, утворюючи видовжений гал. В одному корені завершують розвиток до трьох (інколи п'яти) личинок. Приблизно на початку липня личинки заляльковуються, наприкінці місяця — у серпні з лялечок виходять дорослі жуки.
Попервах їх покриви м'які, каштанові, але поступово вони набувають звичайного кольору і твердішають. Жуки вигризають отвір у стінці гала та полишають його. Зимують вони у поверхневому шарі ґрунту або під рослинними рештками на його поверхні.

## Практичне значення
Під час проведення захисних заходів проти шкідників цукрових буряків на плантаціях звичайно знаходять і двокільового довгоносика, інколи – у значних кількостях. У минулому це дало привід вважати його шкідником буряків. Насправді ж довгоносика приваблюють на поля айстрові бур'яни, буряки йому не смакують. Зменшуючи плодючість цих бур'янів, довгоносик є скорше корисним для людини. До того ж він входить до складу раціону багатьох птахів – граків, дрохви, мартинів, крячків тощо.